# No, No, No (Dawn Penn-album)
A No, No, No egy 1994-es reggae album Dawn Penn-től.

## Számok
1. I Want A Love I Can See
2. I'm Sorry
3. You Don't Love Me (No, No, No) (Ext. Mix)
4. Night And Day
5. My Love Takes Over
6. The First Cut Is The Deepest
7. I'll Do It Again
8. Hurt
9. Samfi Boy
10. Keep In Touch
11. My Man
12. Blue Yes Blue
13. You Don't Love Me (No, No, No) (Remix)